# Charles Becker
Charles Becker (Callicoon, 26 luglio 1870 – Sing Sing, 30 luglio 1915) è stato un poliziotto statunitense.

## Biografia

### Primi anni
Charles Becker nacque da una famiglia di origini tedesche nel villaggio di Calicoon, contea Sullivan, Stato di New York. A vent'anni si trasferì a New York City e iniziò a lavorare come buttafuori per una birreria tedesca dalle parti della Bowery. Nel novembre 1893 entrò a far parte del Dipartimento di polizia di New York. Becker giunse per la prima volta agli onori della cronaca nell'autunno del 1896 quando arrestò una prostituta di nome Ruby Young (alias Dora Clark) a Broadway. La Young era in compagnia di due ballerine e dello scrittore Stephen Crane, il quale testimoniò in tribunale confutando le accuse rivolte alla Young da Becker. L'episodio portò ad una strana situazione; l'adempimento del dovere da parte di Becker trovò pieno appoggio da parte dell'allora commissario di polizia Theodore Roosevelt che ritenne deprecabile il comportamento tenuto a difesa di una prostituta da parte di Crane (allora già famoso per il romanzo Il segno rosso del coraggio). Crane sostenne che la Young non aveva posto in essere alcun adescamento quando Becker la fermò. Comunque Becker non subì alcuna conseguenza per il suo comportamento, proprio in virtù dell'appoggio ricevuto dal commissario Roosevelt.

### Attività sindacale e carriera
Nel periodo fra il 1902 e il 1903, Becker fu tra i promotori del movimento per una riforma del metodo di lavoro basata sul sistema dei tre plotoni che avrebbe notevolmente ridotto le ore di lavoro di un poliziotto di pattuglia.
Nel 1906 Becker venne distaccato presso una unità speciale che stava svolgendo una indagine sulla presunta corruzione dell'Ispettore di polizia Max Schmittberger che, fra l'altro, non godeva di simpatia fra gli agenti del Dipartimento avendo testimoniato nel 1894 dinanzi alla Commissione Lexow che svolgeva una indagine sulla corruzione nella polizia newyorkese. In parte come risultato del lavoro di Becker, Schmittberger in seguito venne processato. Il vice commissario Rhinelander Waldo fu così soddisfatto dell'operato di Becker che quando nel 1911 divenne Commissario designò il neopromosso tenente Charles Becker quale capo di una delle tre squadre anticrimine operanti in città.

### Attività criminali
Becker utilizzando l'incarico che ricopriva estorse notevoli somme, in seguito quantificate in oltre 100.000 dollari, dai proprietari di bordelli e bische di Manhattan promettendo loro l'immunità da qualsiasi controllo della polizia. Parte del denaro estorto veniva regolarmente passato a politici ed altri poliziotti.
Nel luglio del 1912 uscì sul New York World un articolo in cui si faceva il nome di Becker insieme a quello di due altri funzionari di polizia coinvolti nel caso di Herman Rosenthal, un allibratore ebreo che aveva riferito alla stampa di essere stato rovinato dall'avidità di Becker e dei suoi complici.
Due giorni dopo che l'articolo era apparso, Rosenthal usciva dal Hotel Metropole al 147 West della 43ª Strada, poco distante da Times Square. Rosenthal venne ucciso da una squadra di malviventi ebrei provenienti da Lower East Side di Manhattan. In seguito, il procuratore distrettuale di Manhattan Charles S. Whitman, che aveva dianzi concesso udienza a Rosenthal, non fece mistero di ritenere che i malviventi avessero commesso l'assassinio su richiesta di Becker. Nel bel mezzo delle proteste sollevate dall'opinione pubblica, il tenente Becker venne trasferito nel Bronx e assegnato ad un lavoro di ufficio.

### Arresto, processo ed esecuzione capitale

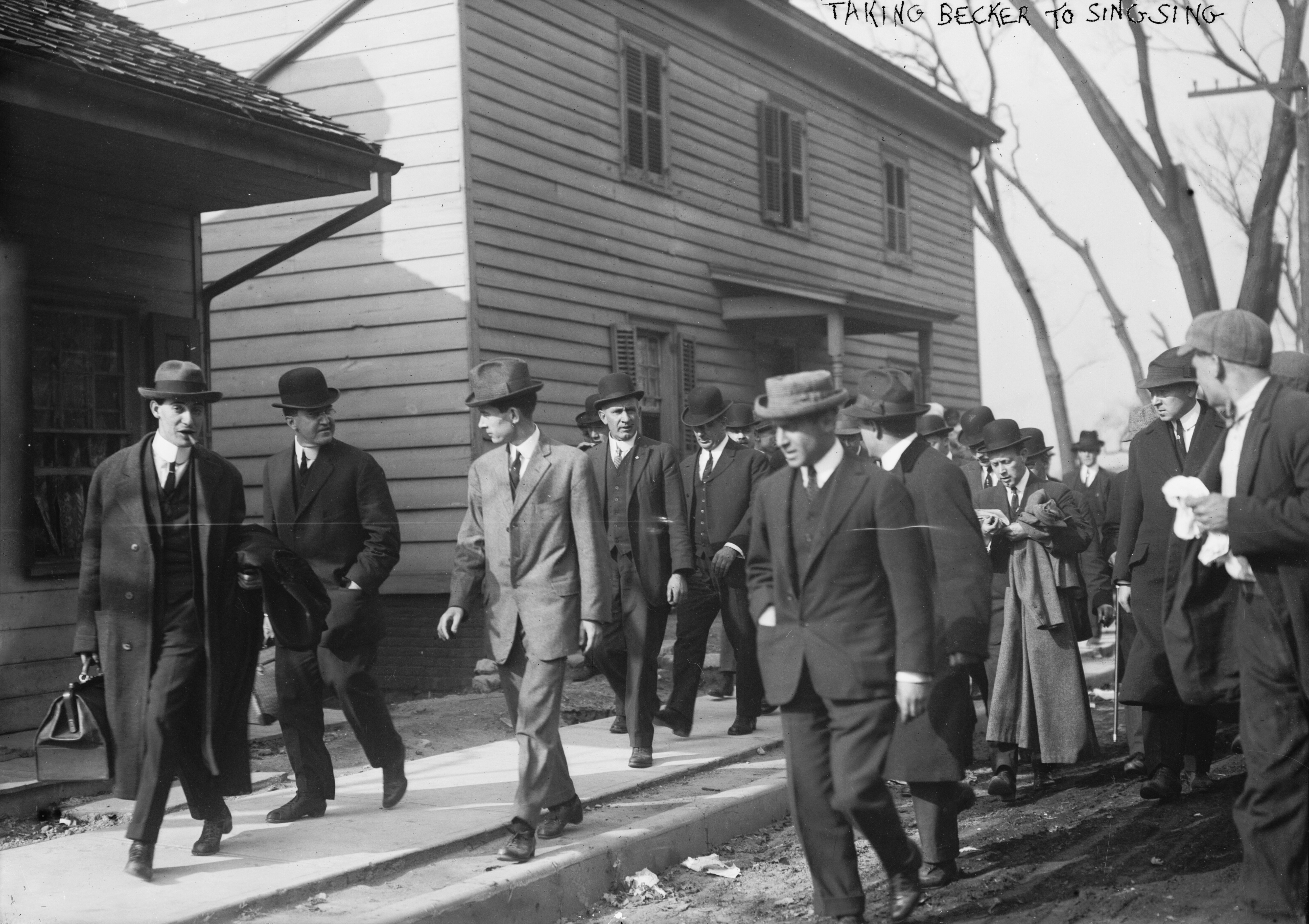
Becker (al centro) viene portato alla prigione di Sing Sing

Il 29 luglio 1912, all'ora di chiusura dell'ufficio, Becker venne arrestato da parte di agenti speciali dell'ufficio del procuratore. Nell'autunno dello stesso anno, Becker venne processato e dichiarato colpevole di omicidio di primo grado. Nel giudizio di appello questo verdetto venne dichiarato nullo sulla base del fatto che John Goff, il giudice davanti a cui si svolse il processo, si era dimostrato prevenuto nei confronti dell'imputato. Tuttavia, nel nuovo processo celebrato nel 1914 fu confermata la condanna a morte per Becker. Nonostante la unanime condanna espressa anche dalla stampa, Becker, proclamando la sua innocenza, salì sulla sedia elettrica nel carcere di Sing Sing il 30 luglio 1915. Dopo la celebrazione di una messa di requiem secondo il rito cattolico, Charles Becker venne sepolto il 2 agosto 1915 nel Woodlawn Cemetery del Bronx.

## Personalità
Nonostante sia stato un poliziotto violento e corrotto, per i contemporanei Charles Becker era decisamente intelligente e sagace, specialmente se paragonato agli standard prevalenti a quel tempo nel dipartimento di polizia di New York. Non provava granché voglia di passare le ore fuori servizio nei locali come facevano i suoi colleghi, anzi preferiva rientrare a casa ad aiutare sua moglie, una insegnante per classi speciali, aiutandola a correggere i compiti dei suoi alunni. Quando fu nel braccio della morte, Becker si guadagnò il rispetto degli altri condannati leggendo loro per ore ad alta voce notizie dai quotidiani e racconti tratti da pubblicazioni popolari.
L'unico figlio di Becker, Howard P. Becker, fu professore di sociologia presso la University Wisconsin-Madison. Una figlia, Charlotte, concepita poco prima dell'arresto di Becker, morì nel 1913 a meno di 24 ore dalla nascita ed è sepolta vicino al padre nel Woodlawn Cemetery.

## Controversie
In seguito diversi autori, a cominciare da Henry Klein nel 1927, hanno sostenuto che Charles Becker fu ingiustamente condannato. Secondo questa teoria, Becker e i suoi colleghi non fecero altro che tenersi da parte e permettere che fosse "la strada" a "regolare i conti" con Rosenthal, consapevoli, com'erano, che la sua cooperazione con il procuratore Whitman lo avrebbe reso facile bersaglio della malavita. Presumibilmente, il procuratore distrettuale Whitman manipolò le prove a disposizione per tirar dentro il tenente corrotto, conscio che gli sarebbe stato utile ai fini delle proprie aspirazioni politiche pronunciare un verdetto di colpevolezza contro Becker.
Il caso Becker-Rosenthal è oggetto di un libro di Michael Bookman God's Rat: Jewish Mafia on the Lower East Side. Una versione appena romanzata dell'omicidio Rosenthal viene descritta da Meyer Wolfsheim, un ebreo boss della malavita nel romanzo Il grande Gatsby di Francis Scott Fitzgerald.

### Libri
- Cohen, Stanley, The Execution of Officer Becker; The Murder of a Gambler, the Trial of a Cop, and the Birth of Organized Crime., 2006.
- Dash, Mike, Satan's Circus: Murder, Vice, Police Corruption and New York's Trial of the Century, 2007.
- Klein, Henry, Sacrificed: The Story of Police Lieut. Charles Becker, New York, Privately published, 1927.
- Logan, Andy, Against The Evidence: The Becker-Rosenthal Affair, London, Weidenfeld & Nicolson, 1970.
- Pietrusza, David, Rothstein: The Life, Times and Murder of the Criminal Genius Who Fixed the 1919 World Series, New York, Carroll & Graf, 2003. (contiene un dettagliato capitolo sul caso Becker-Rosenthal)

### Articoli
- Entire force of patrolmen in revolt., in New York Times, 6 aprile 1902.
- Three Platoon system urged by policemen., in New York Times, 21 agosto 1902.
- The Strong Arm Squad a terror to the gangs., in New York Times, 13 agosto 1911.
- My Story, by Mrs Charles Becker, in McClure's Magazine, dicembre 1914.
- The Becker case: view of 'The System.', in New York Times Magazine, 11 novembre 1951.